# NGC 4414
NGC 4414 ist eine aktive Spiralgalaxie vom Hubble-Typ Sc mit ausgedehnten Sternentstehungsgebieten im Sternbild Haar der Berenike am Nordsternhimmel. Sie ist etwa 62 Millionen Lichtjahre von der Milchstraße entfernt und hat einen Durchmesser von etwa 56.000 Lichtjahren. Gemeinsam mit 18 weiteren Galaxien bildet sie die NGC 4274-Gruppe (LGG 279).
 Die Entfernungsmessungen basierend auf den Radialgeschwindigkeiten (32 Mio. Lj) stimmen nicht mit den rotverschiebungsunabhängigen Entfernungsschätzungen von 59 ± 10 Millionen Lichtjahren überein.
Im selben Himmelsareal befinden sich u. a. die Galaxien NGC 4359 und IC 3330.
Mit Hilfe des vom IRAM betriebenen 30-Meter-Radioteleskops auf dem Pico del Veleta in Spanien konnte zum ersten Mal Kohlenmonoxid in den Randgebieten von NGC 4414 nachgewiesen werden; offenbar ist die Galaxie 1,5 Mal so groß wie ihr sichtbarer Teil.
Am 20. April 1974 wurde von W. Burgat die Supernova SN 1974G vom Typ Ia entdeckt.

Am 7. Juni 2013 entdeckten Fabrizio Ciabattari und Emiliano Mazzoni vom Italian Supernovae Search Project (ISSP) die Supernova SN 2013df vom Typ II.
Das Objekt wurde am 13. März 1785 vom deutsch-britischen Astronomen Wilhelm Herschel entdeckt.